# Alexandar Lilow

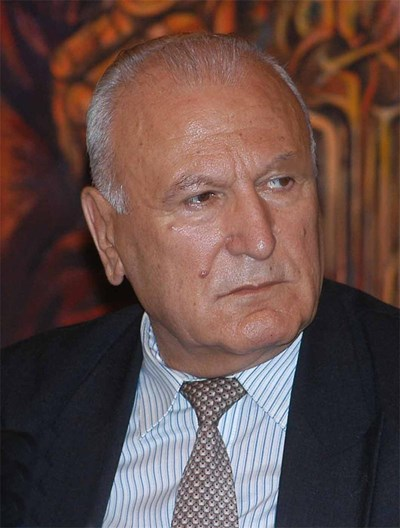
Alexandar Lilow, 2012

Alexandar Wassilew Lilow (bulgarisch Александър Василев Лилов; * 31. August 1933 in Granitschak; † 20. Juli 2013 in Sofia) war ein bulgarischer Politiker.

## Leben
Lilow war von 1963 bis 1966 Sekretär des Zentralkomitees des Dimitrowschen Kommunistischen Jugendverbandes. 1970 wurde er Leiter der Abteilung Kunst und Kultur beim Zentralkomitee der Bulgarischen Kommunistischen Partei. Die Funktion hatte er bis 1972 inne. Er war dann von 1972 bis 1983 Mitglied und Sekretär des Zentralkomitees der Partei. Ab 1974 war er Mitglied des Politbüros des Zentralkomitees. 1976 wurde er Mitglied des bulgarischen Staatsrats.
Lilow soll mit Ljudmila Schiwkowa, der Tochter des bulgarischen Staatschefs Todor Schiwkow, liiert gewesen sein, die 1981 unter ungeklärten Umständen ums Leben kam.
Er galt als Chefideologe unter Todor Schiwkow, ging jedoch später auf Distanz zu dessen autoritärem Regime und verlor 1986 seine Funktion im Staatsrat. Als 1989 300.000 turkstämmige Menschen Bulgarien verlassen mussten, forderte er die Einhaltung von Menschenrechten. Nach dem politischen Umbruch des Jahres 1989 wurde er von Februar 1990 bis 1991 dann jedoch Vorsitzender der Bulgarischen Sozialistischen Partei, der Nachfolgerin der Bulgarischen Kommunistischen Partei.

## Werke (Auswahl)
- Der reale Sozialismus – konkret-historische Materialisierung des wissenschaftlichen Sozialismus, 1979
- Europa vor der Wahl einer neuen Alternative, 1989